# 内藤真実
内藤 真実（ないとう まみ、1986年12月25日 - ）は、日本の女子バドミントン選手。ヨネックス所属。神奈川県相模原市出身。身長171cm。血液型B型。左利き。相模原市立串川小学校、相模原市立串川中学校、神奈川県立元石川高等学校、日本体育大学卒業。バドミントン日本代表ナショナルチームに選出されている。

## 人物
兄がバドミントンをやっていたため、9歳のときに串川育成会でバドミントンを始める。高校時代からサウスポーとして注目が集まり、日本代表のナショナルチームのメンバーに選ばれる。
2005年、日本体育大学に入学。インカレのダブルスで2年連続優勝。
2009年、三洋電機に入社し、ダブルスではチームメイトの松尾静香とペアを組んでいる。同年、社会人1年目にして全日本総合バドミントン選手権大会女子ダブルスで初優勝。
2013年3月を以ってパナソニックバドミントン部が休部になったため、兄の内藤祐輔が監督を務めるヨネックスへ移籍した。

## 主な戦歴

### 国内大会
| 年   | 大会                 | 種目 | 成績 | Name                |
| ---- | -------------------- | ---- | ---- | ------------------- |
| 2007 | インカレ             | WD   | 1    |                     |
| 2008 | インカレ             | WD   | 1    |                     |
| 2009 | ランキングサーキット | WD   | 1    | 松尾静香 / 内藤真実 |
| 2009 | 全日本総合選手権     | WD   | 1    | 松尾静香 / 内藤真実 |
| 2011 | 全日本総合選手権     | WD   | 2    | 松尾静香 / 内藤真実 |

### 国際大会
| 年   | 大会                                    | 種目 | 成績   | Name                |
| ---- | --------------------------------------- | ---- | ------ | ------------------- |
| 2005 | オランダジュニア                        | WD   | 優勝   |                     |
| 2008 | 大阪インターナショナルチャレンジ        | WD   | 3位    | 伊東可奈 / 内藤真実 |
| 2009 | オーストリアインターナショナル          | WD   | 優勝   | 松尾静香 / 内藤真実 |
| 2009 | 大阪インターナショナル                  | XD   | 優勝   | 橋本博且 / 内藤真実 |
| 2009 | デンマーク・オープン                    | WD   | 優勝   | 松尾静香 / 内藤真実 |
| 2010 | 大阪インターナショナルチャレンジ        | WD   | 3位    | 松尾静香 / 内藤真実 |
| 2010 | オランダ・オープン                      | WD   | 3位    | 松尾静香 / 内藤真実 |
| 2010 | デンマーク・オープン                    | WD   | 3位    | 松尾静香 / 内藤真実 |
| 2011 | ドイツ・オープン                        | WD   | 3位    | 松尾静香 / 内藤真実 |
| 2011 | 全英オープン                            | WD   | 3位    | 松尾静香 / 内藤真実 |
| 2011 | マレーシア・オープン（Grand Prix Gold） | WD   | 準優勝 | 松尾静香 / 内藤真実 |
| 2012 | オーストラリア・オープン                | WD   | 3位    | 松尾静香 / 内藤真実 |
| 2012 | ヨネックスオープンジャパン              | WD   | 準優勝 | 松尾静香 / 内藤真実 |
| 2012 | フランス・オープン                      | WD   | 3位    | 松尾静香 / 内藤真実 |